# Кларінда (Айова)
Кларінда (англ. Clarinda) — місто (англ. city) в США, в окрузі Пейдж штату Айова. Населення — 5369 осіб (2020).

## Географія
Кларінда розташована за координатами 40°44′16″ пн. ш. 95°2′3″ зх. д. / 40.73778° пн. ш. 95.03417° зх. д. (40.737706, -95.034163).  За даними Бюро перепису населення США в 2010 році місто мало площу 13,52 км², з яких 13,43 км² — суходіл та 0,09 км² — водойми.

## Демографія
Згідно з переписом 2010 року, у місті мешкали 5572 особи в 1928 домогосподарствах у складі 1153 родин. Густота населення становила 412 особи/км².  Було 2180 помешкань (161/км²).
Расовий склад населення:
| - 89,2 % — білих - 5,6 % — чорних або афроамериканців - 1,5 % — азіатів - 1,1 % — корінних американців - 0,1 % — вихідців з тихоокеанських островів |

До двох чи більше рас належало 1,7 %. Частка іспаномовних становила 3,2 % від усіх жителів.
За віковим діапазоном населення розподілялося таким чином: 21,1 % — особи молодші 18 років, 60,9 % — особи у віці 18—64 років, 18,0 % — особи у віці 65 років та старші. Медіана віку мешканця становила 40,0 року. На 100 осіб жіночої статі у місті припадало 136,1 чоловіків;  на 100 жінок у віці від 18 років та старших — 137,7 чоловіків також старших 18 років.
Середній дохід на одне домашнє господарство  становив 54 636 доларів США (медіана — 42 551), а середній дохід на одну сім'ю — 68 413 долари (медіана — 62 656). Медіана доходів становила 45 959 доларів для чоловіків та 36 808 доларів для жінок. За межею бідності перебувало 14,9 % осіб, у тому числі 16,2 % дітей у віці до 18 років та 15,9 % осіб у віці 65 років та старших.
Цивільне працевлаштоване населення становило 2273 особи. Основні галузі зайнятості: освіта, охорона здоров'я та соціальна допомога — 32,5 %, виробництво — 20,2 %, роздрібна торгівля — 13,0 %, будівництво — 6,2 %.

## Відомі люди
- Ґленн Мі́ллер (1904 —1944) — американський тромбоніст, аранжувальник, лідер біґ-бендів (кінець 30-х — початок 40-х років).